# آلکساندرا کئوسایان
آلکساندرا تیگرانی کئوسایان (ارمنی: Ալեքսանդրա Տիգրանի Քեոսայան؛  ۲۱ سپتامبر ۱۹۹۴) یک بازیگر، کارگردان فیلم و فیلمنامه‌نویس اهل روسیه-ارمنستان است. وی بین سال‌های - تا - میلادی فعالیت می‌کرد.

## زندگی‌نامه
وی در ۲۱ سپتامبر ۱۹۹۴ به دنیا آمد و از مدرسه هنر تیش فارغ‌التحصیل شد. وی در موس‌فیلم فعالیت می‌کند.